# Disputa sulla ginnastica del 1819
Con la disputa sulla ginnastica del 1819, ci si riferisce solitamente agli scontri violenti avvenuti tra i sostenitori dell'insegnamento della ginnastica e i loro oppositori a Breslavia, al tempo nel regno di Prussia, ora in Polonia, che fecero seguito agli eventi del Wartburgfest del 1817. Tali eventi causarono la chiusura del Gymnasium a Breslavia e rappresentarono l'antecedente di un vero e proprio divieto regio di insegnare ginnastica, che sarebbe arrivato poco tempo dopo.  

## Storia
Quando il rettore dell'Elisabet-Gymnasium di Breslavia, Karl Friedrich Etzler, si espresse esplicitamente contro l'insegnamento della ginnastica, ne nacque una disputa tra lui e alcuni degli studenti e ginnasti del Gymansium. La questione divenne quasi immediatamente di pubblico dominio poiché vari professori utilizzavano la questione della ginnastica in maniera strumentale, al fine di esporre poi le loro opinioni politiche generali. Questa controversia si trasformò presto in una vera e propria disputa in cui le parti erano coinvolte personalmente, che vide anche episodi di violenza. 
Da una parte c'erano gli "amici di ginnastica (Turnfreunde)" quali Franz Passow, Christian Wilhelm Harnisch e Hans Ferdinand Maßmann, mentre dall'altra i "nemici della ginnastica" (Turnfeinde) guidati dal filosofo Henrich Steffens e dallo storico Karl Adolf Menzel. Nel 1818, Passow aveva scritto il Turnziel. Amici e nemici della ginnastica, seguendo l'idea di Friedrich Ludwig Jahn che sottolineava l'obiettivo sociale ed egualitario del movimento pro ginnastica. Nel fare ciò, voleva abolire l'opposizione fra le classi ancora prevalenti e modernizzare così la scuola e il sistema educativo. Allo stesso tempo, Jahn pensava che, col tempo, anche la società e lo stato sarebbero cambiati di conseguenza. Steffens, capofila degli oppositori, prendeva posizione contro le fattezze rivoluzionarie, in senso politico e persino culturale, con cui veniva proposto l'insegnamento della ginnastica. Steffens apprezzava molto il lavoro di Jahn e del movimento per l'insegnamento dell'"educazione fisica" ai giovani (termine preso dal dottore francese Pierre Brouzet, 1714-1772) ma considerava varie richieste degli "amici della ginnastica" troppo politicamente schierate, assurde e pericolose. 
Anche il capitano prussiano Wilhelm von Schmeling faceva parte degli oppositori e vedeva la scuola come un avviamento alla vita militare, come espresse chiaramente nel suo lavoro Landwehr. 
A seguito dell'omicidio dello scrittore August von Kotzebue il 23 Marzo 1819, da parte dello studente e ginnasta Karl Ludwig Sand a Mannheim, il re prussiano Federico Guglielmo III proibì la ginnastica nell'estate dello stesso anno. La disputa a Breslavia, confermò infatti le riserve del re prussiano sulla ginnastica. Il 2 Gennaio 1820, il ministro della polizia Karl August von Hardenberg pubblicò un decreto sulla questione (noto come Turnsperre). 
Dunque coloro che erano stati favorevoli all'insegnamento della ginnastica a Breslavia, ricevettero pesanti note di biasimo; Maßmann fu esiliato a Magdeburgo. Il re ordinò la chiusura dei Gymnasium di Berlino e Breslavia e ordinò ai suoi ministri di sedare le agitazioni, in particolare nelle università e nei Gymnasium.